# John Jacob Glessner
John Jacob Glessner, né le 26 janvier 1843 et mort le 20 janvier 1936, est un homme d'affaires américain.
Il fut, entre autres, vice-président de Navistar International de Chicago, l'un des plus grands constructeurs de machines agricoles des États-Unis. Il est plus particulièrement connu en raison de la maison qu'il fit construire au 1800 Prairie Avenue, aujourd'hui devenue un musée et inscrite au Registre national des lieux historiques.

## Biographie
Glessner est l'un des associés de la société Warder, Bushnell & Glessner, un fabricant de machines agricoles basé à Springfield dans l'Ohio. Après son mariage, en 1870, avec Frances Macbeth, il s'installe à Chicago où il ouvre une succursale de la société. En 1902, sa société et quatre autres, dont McCormick et Deering, fusionnent pour créer International Harvester, qui devient l'un des plus grands constructeurs de machines agricoles des États-Unis. Glessner en est nommé vice-president, poste qu'il occupe jusqu'à sa mort en 1936 à l'âge de 92 ans.
À la fin du XIXe siècle, Prairie Avenue est l'une des rues les plus prestigieuses de Chicago. Grâce à son succès dans les affaires, Glessner y fait construire, sur les plans de l'architecte Henry Hobson Richardson, la maison familiale à l'angle de Prairie Avenue et de la 18e Rue. Glessner écrivit un livre relatant la construction, intitulé The house at 1800 Prairie Avenue, Chicago, destiné à ses enfants et qui ne fut publié qu'en 1978.

## Œuvres
- The Commercial Club of Chicago, its beginning and something of its work. Chicago Priv. print. for presentation to members of the Commercial Club, 1910. (OCLC 7936687)
- Should auld acquaintance be forgot? Chicago : Lakeside press, 1924. (OCLC 6316265)
- The house at 1800 Prairie Avenue, Chicago, 1886 : H.H. Richardson, architect. Chicago, Ill.? : s.n., 1978. (OCLC 79063173)